# Billy Crudup
William Gaither "Billy" Crudup (AFI: ['kru:dəp]; nascido em Manhasset, Condado de Nassau, Long Island, Nova York, Estados Unidos, em 8 de julho de 1968) é um ator estadunidense. Ele foi nomeado para um prêmio Independent Spirit de Melhor Ator Principal Masculino por sua atuação em Jesus' Son (1999). Ele estrelou vários filmes de alto nível, incluindo Almost Famous (2000), Big Fish (2003), Missão Impossível 3 (2006), Watchmen (2009), Public Enemies (2009), The Stanford Prison Experiment (2015), Jackie (2016), e Alien: Covenant (2017), tanto em papéis principais quanto coadjuvantes.
Crudup é um indicado a quatro Prêmios Tony, vencendo uma vez por sua atuação na peça de Tom Stoppard, The Coast of Utopia em 2007. Ele também estrelou a série de televisão em streaming Gypsy (2017), e The Morning Show (2019–atualmente), o que lhe rendeu dois Emmys e dois Critics' Choice Television Awards, e Hello Tomorrow! (2023). Em junho de 2023, ele se casou com a atriz britânica Naomi Watts.

## Filmografia
| Ano  | Título                         | Papel                     | Notas                       |
| ---- | ------------------------------ | ------------------------- | --------------------------- |
| 1996 | Sleepers                       | Tommy Marcano             |                             |
| 1996 | Everyone Says I Love You       | Ken                       |                             |
| 1997 | Inventing the Abbotts          | John Charles "Jacey" Holt |                             |
| 1997 | Grind                          | Eddie Dolan               |                             |
| 1997 | Princesa Mononoke              | Ashitaka                  | Dublagem (versão em inglês) |
| 1998 | Monument Ave                   | Teddy Timmons             |                             |
| 1998 | Without Limits                 | Steve Prefontaine         |                             |
| 1998 | The Hi-Lo Country              | Pete Calder               |                             |
| 1999 | Jesus' Son                     | FH                        |                             |
| 2000 | Waking the Dead                | Fielding Pierce           |                             |
| 2000 | Almost Famous                  | Russell Hammond           |                             |
| 2001 | World Traveler                 | Cal                       |                             |
| 2001 | Charlotte Gray                 | Julien Levade             |                             |
| 2002 | Birdseye                       | Unknown big role          |                             |
| 2003 | Big Fish                       | Will Bloom                |                             |
| 2004 | Stage Beauty                   | Ned Kynaston              |                             |
| 2005 | Trust the Man                  | Tobey                     |                             |
| 2006 | Mission: Impossible III        | Musgrave                  |                             |
| 2006 | The Good Shepherd              | Arch Cummings             |                             |
| 2007 | Dedication                     | Henry                     |                             |
| 2008 | Pretty Bird                    | Curtis Prentiss           |                             |
| 2009 | Watchmen                       | Doctor Manhattan          |                             |
| 2009 | The Ballad of G.I. Joe         | Zartan                    | Curta-metragem              |
| 2009 | Public Enemies                 | J. Edgar Hoover           |                             |
| 2010 | Eat Pray Love                  | Stephen                   |                             |
| 2011 | Thin Ice                       |                           |                             |
| 2011 | Too Big to Fail                | Timothy F. Geithner       |                             |
| 2012 | The Longest Week               | Papel principal           |                             |
| 2012 | The Watch                      | Paul                      |                             |
| 2013 | Red Light Winter               | Davis                     |                             |
| 2013 | Blood Ties                     |                           |                             |
| 2014 | Rudderless                     | Sam                       |                             |
| 2015 | Spotlight - Segredos Revelados | Eric MacLeish             |                             |
| 2017 | Liga da Justiça                | Henry Allen               |                             |
| 2017 | Alien: Covenant                | Christopher Oram          |                             |
| 2021 | Zack Snyder's Justice League   | Henry Allen               | Pós-Produção                |
| 2022 | The Flash                      | Henry Allen               | Pré-Produção                |